# Uresiphita gilvata
Espèce
Uresiphita gilvata est une espèce de lépidoptères de la famille des Crambidae. Présente en Europe et en Afrique du Nord, elle a été décrite pour la première fois par Johan Christian Fabricius en 1794.
Le papillon a une envergure allant de 29 à 37 mm. La chenille se nourrit de plantes diverses, dont Genista, Cytisus et Ulex.